# Gotlands runinskrifter 203
Runinskrift G 203 eller Hogränstenen är en vikingatida (ca 1100) runsten i bildstensform i Hogräns kyrka, Hogräns socken och Gotlands kommun. Materialet är kalksten.

## Inskriften
Translitterering av runraden:
sigmutr let rasa sain eftiʀ bruþr : sina : auk : bro : kierua : eftiʀ : sikbiern : santa mikal hie[lbi] ... ...ans auk : at : botraif auk at sigraif : auk : at aibiern : faþur þaiʀa : altr : auk bikui han : i by : sunarst kaiʀuiþr lekþi ormaluʀ nemʀ : in[t]i uʀ ¶ sikmutr [--fiʀ :] sliku : unit kuml ¶ karmanum : þet aʀ [:] ... kun : hier : mun : stanta stain : a[t] : merki bietr a : bierki in bro furiʀ ¶ roþ(b)iern risti run(i)ʀ [þ]esa kaiʀl-ifʀ sumaʀ aʀ karla kan
Normalisering till runsvenska:
Sigmundr let ræisa stæin æftiʀ brøðr sina ok bro gæra æftiʀ Sigbiærn, sankta Mikael hialpi [sial h]ans, ok at Botræif ok at Sigræif ok at Æibiærn, faður þæiʀa allra, ok byggi hann i by sunnarst. Gæiʀviðr lagði ormaluʀ, Næmʀ/næmʀ innti uʀ. Sigmundr [ha]fiʀ sliku unnit kumbl. Karlmannum þet eʀ ... kunn. Hiar mun standa stæinn at mærki, biærtr a bergi, en bro fyriʀ. Hroðbiærn risti runiʀ þessaʀ, Gæiʀl[æ]ifʀ sumaʀ, eʀ gørla kann.
Översättning till nusvenska:
Sigmund lät resa stenen efter sina bröder och göra bro efter Sigbjärn - Sankt Mikael hjälpe hans själ - och efter Botraiv och efter Sigraiv och efter Aibjärn, fader till dem alla, och han bodde i byn (el. gården) längst söderut. Gairvid tecknade (eg. lade) ormslingorna ... Sigmund har på så sätt åstadkommit vården. För män är det ett känt minnesmärke. Här skall stenen stå som märke, lysande på berget, bron invid den. Rodbjärn ristade dessa runor, några (dock) Gairlaiv, han känner dem väl.